# 什庫拉季夫齊
48°33′42″N 22°35′16″E / 48.56167°N 22.58778°E
什庫拉季夫齊（烏克蘭語：Шкуратівці），是烏克蘭的村落，位於該國西部外喀爾巴阡州，由穆卡切沃區負責管轄，面積0.41平方公里，海拔高度176米，2001年人口113，人口密度每平方公里274.94人。